# Улица Свердлова (Таруса)
Улица Свердлова — улица в исторической части Тарусы, проходит от улицы Володарского до Тарусской улицы. По пешеходному мосту с улицы Свердлова можно попасть в район Пролетарской улицы.
Протяжённость улицы 329 метров.

## История
Проложена согласно регулярному плану застройки города 1777 года, предопределившему прямоугольное сечение улицами городской застройки. Историческое название — Овражная, вела к берегу оврага Посерка.
С установлением советской власти улице было дано название в память активного участника Великой Октябрьской революции (1917), председателя ВЦИК (1918—1919) Я. М. Свердлова (1885—1919).
В октябре 2020 года улице было возвращено историческое название — Овражная, но уже в январе следующего года переименование улицы было отложено на два года. Жители города выражали протест против переименования.

## Достопримечательности

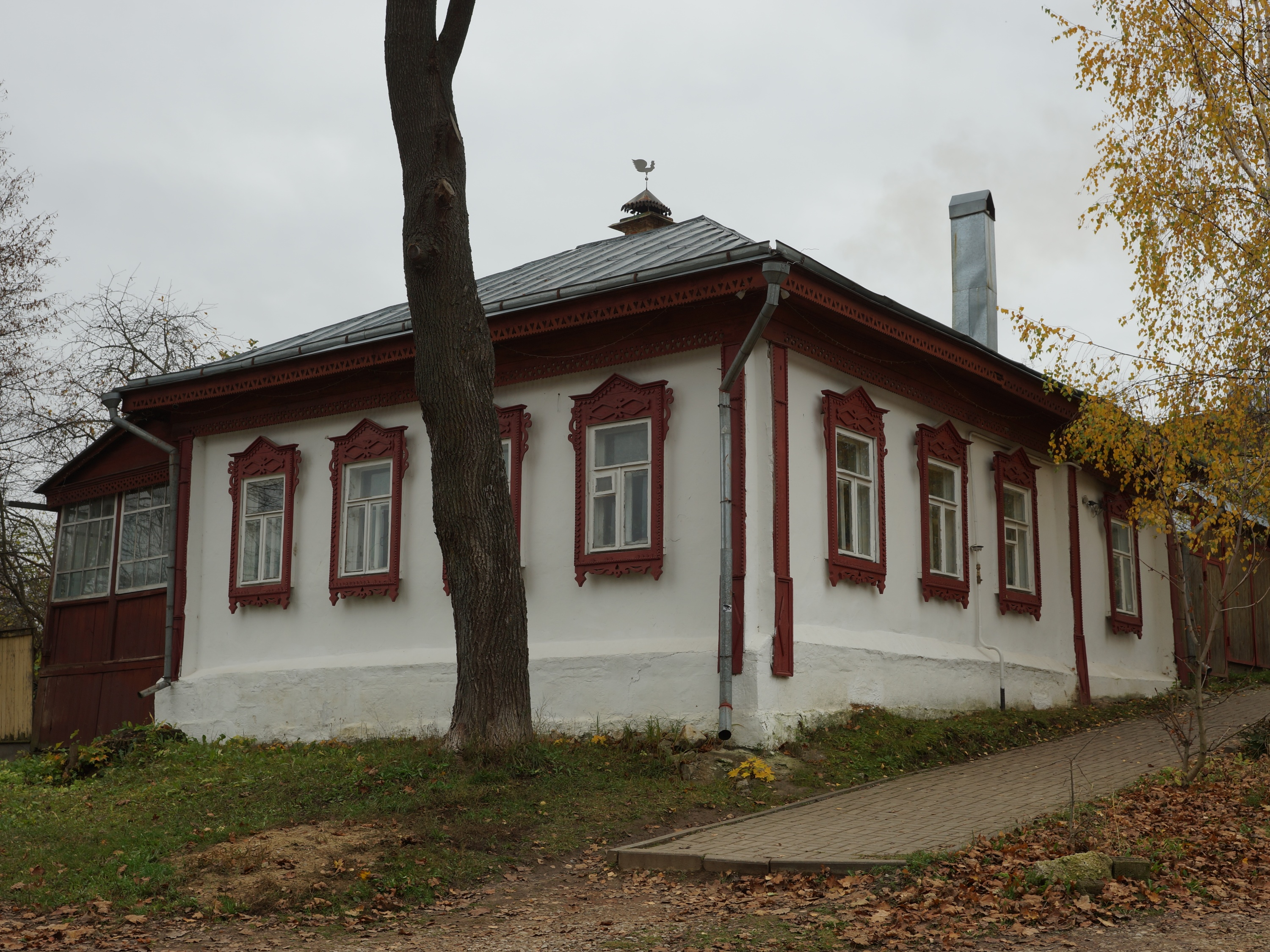
Дом художника М. П. Крымова

д. 3 — Дом Изачеков
д. 7 — жилой дом

## Известные жители
художник Николай Петрович Крымов (угол с Тарусской улицей).